# Liocentrum aduncum
Liocentrum aduncum är en insektsart som beskrevs av Karsch 1891. Liocentrum aduncum ingår i släktet Liocentrum och familjen vårtbitare. Inga underarter finns listade i Catalogue of Life.